# Diecezja Castellaneta
Diecezja Castellaneta (łac. Diœcesis Castellanetensis) – diecezja rzymskokatolicka we Włoszech. Powstała w 1023. W 1818 przejęła terytorium ze zlikwidowanej diecezji Mottola.

## Główne świątynie
- Katedra: Katedra św. Mikołaja w Castellaneta

## Lista ordynariuszy diecezjalnych
- Teobaldo ? † (1071 - ?)
- Giovanni I ? † (1088)
- Amuro (o Ancauro) † (1099–1110)
- Nicola † (1110–1133)
- Angelo I † (od 1181)
- Anonimo † (od 1195)
- Roberto † (od 1196)
- Santoro † (od 1220)
- Marco † (1226–1242)
- Biagio † (1258–1282)
  - Pietro, O.S.B. † (1282) (elekt)
- Giovanni II, O.F.M. † (1284–1293)
- Boemondo (o Bernardo) † (od 1300)
- Angelo II † (od 1328)
- Teobaldo † (1331–1342)
- Pietro de Baia † (1344 - ?)
- Tommaso da Sulmona, O.P. † (1367 - ?)
- Benedetto Ardinghelli, O.P. † (1378–1385)
- Bartolomeo da Siena, O.F.M. † (1386–1396)
- Benedetto Pasquarelli, O.E.S.A. † (1396–1397
- Benedetto Pasquarelli, O.E.S.A. † (1399 - ?)
- Roberto de Gratiano † (1409–1418)
- Francesco Arcamoni † (1418–1424)
- Bartolomeo di Stefano † (1424–1431)
- Gregorio Resti † (1431–1454)
- Eustachio da Massafra † (1454–1458)
- Giovanni Francesco Orsini † (1459 - ?)
- Antonio de Pirro † (1477–1492)
- Alfonso Gallego, O.S.A. † (1494 - ?)
- Marco Antonio Prioldo † (1513–1536)
- Giovan Pietro Santoro † (1536–1536)
- Bartolomeo Sirigo senior † (1536–1544)
- Bartolomeo Sirigo junior † (1544–1577)
- Giovan Luigi de Benedictis † (1577–1584)
- Bernardo de Benedictis † (1585–1607)
- Aureolo Averoldi † (1607–1617)
- Antonio de Mattheis † (1618–1635)
- Ascenzio Guerrieri † (1635–1645)
- Angelo Melchiorre † (1645–1650)
- Carlo Antonio Agudio † (1650–1673)
- Carlo Falconi † (1673–1677)
- Domenico Antonio Bernardini † (1677–1696)
- Onofrio Montesoro † (1696–1722)
- Luigi Maria de Dura, O.P. † (1723–1724)
- BonaventuraBlasio, O.F.M.Conv. † (1724–1733)
- Massenzio Filo della Torre di Santa Susanna † (1733–1763)
- Giovan Filippo Leonardo Vitetti † (1764–1778)
  - Sede vacante (1778-1792)
- Gioacchino Vassetta † (1792–1793)
  - Sede vacante (1793-1797)
- Vincenzo Castro † (1797–1800)
  - Sede vacante (1800-1818)
- Salvatore Lettieri † (1818–1825)
- Pietro Lepore † (1827–1851)
- Bartolomeo d’Avanzo † (1852–1860)
  - Sede vacante (1860-1873)
- Mariano Positano † (1873–1880)
- Gaetano Bacile di Castiglione † (1880–1886)
- Giocondo de Nittis, O.F.M. † (1886–1908)
- Federico de Martino † (1908–1909)
- Agostino (Antonio) Laera † (1910–1931)
- Francesco Potenza † (1931–1958)
- Nicola Riezzo † (1958–1969)
  - Sede vacante (1969-1974)
- Guglielmo Motolese (1974–1980)
- Francesco Voto † (1980–1982)
- Ennio Appignanesi † (1983–1985)
- Martino Scarafile † (1985–2003)
- Pietro Maria Fragnelli (2003–2013)
- Claudio Maniago (2014–2021)
- Sabino Iannuzzi O.F.M. (od 2022)